# Victor Ewald
Victor  Ewald, parfois  Viktor Vladimirovič  Èval'd (en russe : Виктор Владимирович Эвальд ; 27 novembre 1860 – 16 avril 1935) né à Saint-Pétersbourg, est un compositeur russe de la période romantique dont les œuvres principales concernent les instruments à vent en particulier les cuivres.

## Biographie
La formation musicale de Ewald a commencé en 1872 quand il s’inscrit au Conservatoire de Saint-Pétersbourg à l'âge de douze ans. Fondée en 1862 par Anton Rubinstein, cette institution a été la première du genre en Russie. Ewald y a reçu des leçons de cornet, piano, cor, violoncelle, harmonie et composition. Karl Davidov, son professeur de violoncelle l'a encouragé à se plonger dans l'élaboration de musiques pratiques de toutes sortes à chaque fois que l'occasion se présenterait; ainsi Ewald devint rapidement et resta toute sa vie, l'un des membres les plus actifs et les plus polyvalents d'un cercle de musiciens amateurs.
En effet Victor Ewald était ingénieur de profession ; et de 1895 à 1915, il est professeur à l'Institut du génie civil, et continue la pratique de sa profession après la révolution de 1917. Il a également été intéressé par la musique folklorique russe, en prenant part à des expéditions vers le nord de la Russie pour recueillir des chansons folkloriques. Il était, en outre, un violoncelliste connu dans les salons de la noblesse de Saint-Pétersbourg, notamment dans le cercle du « vendredi soir » chez Mitrofan Belaïev (1836-1904) qui  reste dans l'histoire de la musique russe en tant qu’éditeur de musique (Édition P.F. Belaieff à Leipzig), organisateur de concerts et qui a soutenu  un grand nombre de compositeurs russes, parmi lesquels Mili Balakirev (profession: officielle chemin de fer, commis), Alexandre Borodine (profession: chimiste), César Cui (profession: soldat et ingénieur), Modeste Moussorgski (profession: Officier de la Garde Impériale), Nikolaï Rimski-Korsakov (profession: officier de marine), Alexandre Glazounov, Piotr Ilitch Tchaïkovski, ou Nicolas Tcherepnine.
Ce groupe, d’« amateurs » avait un intérêt commun pour la musique du folklore indigène, et a contribué à l'élaboration d'un style musical national russe distinctif, car pendant une grande part du XIXe siècle, le domaine de la musique avait été presque entièrement dominé par la tradition de l’école germanique tant dans l'enseignement que dans la pratique.

## Œuvre
Pendant de nombreuses années, Ewald a été désigné comme le compositeur d'un seul quintette, pour son opus 5 en si-bémol mineur, parce que ce fut le seul publié de son vivant en 1912 (par Édition Belaieff). La découverte de trois autres œuvres est due à la recherche inlassable de André M. Smith, (un musicologue et ancien tromboniste du Metropolitan Opera, de New York) qui a reçu les manuscrits du fils d'Ewald et de son frère Ievgeni Gippius en 1964 ; neuf autres années d'enquête ont été nécessaires pour authentifier les manuscrits, avant que les morceaux ne soient présentés pour la première fois au cours de la saison 1974-1975 dans une série de concerts par le Quintette de cuivres américain du Carnegie Hall.
La maison d'édition Canadian Brass a publié des éditions critiques de tous les quintettes de Victor Ewald édités par Tony Rickard, en tenant compte, et bénéficiant de toutes les études récentes entourant ces œuvres.
- Brass Quintet no 1 en si-bémol mineur, op. 5 (1902, rév. 1912)
  - I: Moderato
  - II: Adagio - Allegro - Adagio
  - III: Allegro Moderato
- Brass Quintet no 2, op. 6
  - I: Allegro Risoluto
  - II: Tema Con Variozioni
  - III: Allegro Vivace
- Brass Quintet no 3 en ré-bémol majeur, op. 7 ou 11
  - I: Allegro Moderato
  - II: Intermezzo
  - III: Andante
  - IV: Vivo
- Brass Quintet no 4, op. 8
  - I: Allegro Commodo
  - II: Allegro
  - III: Andantino
  - IV: Allegro Con Brio[3],[4]